# 王任 (明朝)
王任（1552年—1611年），字仁卿，四川潼川州人，軍籍，明朝政治人物。

## 生平
萬曆元年（1573年）癸酉科四川鄉試第六十二名舉人，二年（1574年）中式甲戌科會試第二百五十六名，二甲第十八名進士。授刑部主事，升郎中，九年（1581年）十一月往湖廣恤刑。十一年（1583年）四月升陝西參議，十三年（1585年）二月升貴州副使。二十一年復除河南信陽兵备副使，二十二年（1594年）四月升河南參政，遷山東按察使，三十三年（1605年）十月升福建右布政使。

## 家族
曾祖王時迪；祖父王瑄；父王汝善，母劉氏。具慶下。妻汪氏。弟王佐。